# 쾨세다그 전투
쾨세다그 전투는 현대 터키 북동부의 에르진잔과 귀뮈샤네 사이의 위치인 쾨세다그(Köse Dağ)의 협곡에서 셀주크 왕조가 통치하는 룸 술탄국과 몽골 제국 사이에 1243년 6월 26일에 벌어진 전투였다. 몽골군은 이 전투에서 결정적인 승리를 거두었다.

## 배경
오고타이 칸 재위 기간 동안 룸 술탄국은 케식이자 몽골의 가장 위대한 장군 중 한 사람인 en:Chormaqan과 우정을 쌓고 겸손한 헌사를 바쳤다. 그러나 카이쿠스로 2세 통치 기간의 몽골인들은 술탄에게 몽골에 가서 직접 인질을 보내고 몽골의 다루가치를 받아들이라고 압력을 가하기 시작했다.

## 전투
몽골군 사령관 바이주 노얀의 휘하의 몽골군은 1242~1243년 겨울 룸 술탄국을 공격하여 에르주룸를 점령하였다. 술탄 카이쿠스로 2세는 즉시 이웃 국가들에게 침략에 대비하기 위해 군대를 조직할 것을 요구했다. 트라페주스 제국은 군대를 보냈고 술탄은 프랑크인 용병단을 고용했다. 아할치헤의 파라다블라, 다딘 셰르바시체 등 그루지야 귀족 몇 명도 그와 합류했지만 대부분의 조지아인들은 몽골의 지배층과 함께 싸울 수밖에 없었다.
결정적인 전투는 1243년 6월 26일 쾨세다그에서 치러졌다. 대부분의 매체는 상대군의 규모를 기록하지 않고 몽골군이 수적으로 우월한 군대와 맞닥뜨렸음을 시사한다. 바이주 노얀는 룸 술탄국 군대의 규모에 대해 조지아 장교가 적의 수를 전혀 고려하지 않는다하고 "그들이 많으면 많을수록, 승리하는 것이 영광이며, 우리가 약탈을 더 많이 확보하게 될 것이다."라며 우려되는 통고를 무시했다.
카이쿠스로 2세는 몽골군의 공격을 기다리라는 경험 많은 지휘관들의 제안을 거절했다. 대신 경험이 부족한 지휘관들이 이끄는 2만 명의 병력을 몽골에 파병시켰다. 몽골군은 퇴각한 척 뒤로 돌아서서 룸 술탄국의 군대를 포위하고 격파했다.
나머지 룸 술탄국 군대는 그들이 패배하는 모습을 목격하자, 카이쿠스로 2세를 비롯한 룸 술탄국 지휘관들과 그들의 병사들은 전장을 버리고 떠나기 시작했다. 결국 룸 술탄국 군대는 지도자들 없이 남겨졌고 그들의 대부분의 군인들은 아무런 전투도 보지 못한 채 버려졌다.
승리한 몽골군은 시바스와 카이세리를 장악했다. 술탄은 안탈리아로 도망갔으나, 그 후 바이주 노얀과 화해하고 몽골 제국에 막대한 공물을 바칠 수밖에 없었다.

## 전투의 여파
이 전투에서의 패배로 아나톨리아에 혼란의 시기가 도래했고 셀주크인 국가의 쇠퇴와 해체로 직결되었다. 트라페주스 제국은 몽골 제국의 속국이 되었다. 나아가 킬리키아 아르메니아 왕국 또한 몽골의 속국이 되었다. 아나톨리아에 대한 권력은 이제 몽골 제국으로 바뀌게 되었다.